# Ranunculus peruvianus
Ranunculus peruvianus Pers. – gatunek rośliny z rodziny jaskrowatych (Ranunculaceae Juss.). Występuje naturalnie w Ameryce Centralnej, Panamie, Kolumbii, Ekwadorze oraz Peru. 

## Morfologia
PokrójBylina o owłosionych pędach.
LiścieSą pierzaste, złożone są z segmentów o liniowym kształcie. Brzegi są całobrzegie. Wierzchołek jest ostry.
KwiatySą zebrane po kilka w wierzchotkach. Pojawiają się na szczytach pędów. Mają żółtą barwę. Działki kielicha mają podłużny kształt. Mają 5 prawie okrągłych płatków.

## Biologia i ekologia
Rośnie na stepach i terenach trawiastych. Występuje na obszarze górskim na wysokości około 3900 m n.p.m.. 